# (55924) 1998 FE55
1998 أف إي 55 (ويعرف أيضًا باسم (55924) 1998 أف إي 55 وفق تسمية الكوكب الصغير) (بالإنجليزية: 1998 FE55)‏؛ هو كويكب ضمن حزام الكويكبات.
اكتُشف هذا الجُرم الفلكي بواسطة بحث لنكولن عن الكويكبات القريبة من الأرض في 20 مارس 1998، وترتيبه 55924 من حيث الاكتشاف.

## الوصف
اكتُشف 559241998FE في 20 مارس 1998 في مرصد ماغدالينا ريدج، الواقع في مقاطعة سوكورو، نيومكسيكو في الولايات المتحدة، بواسطة مشروع بحث لنكولن عن الكويكبات القريبة من الأرض (بالإنجليزية: Lincoln Near-Earth Asteroid Research)‏ LINEAR. وقد رصد المشروع 797 مشاهدة للكويكب إلى غاية 8 يوليو 2021 بتوقيت منطقة المحيط الهادئ، أي في مدة قدرها 8,484 يومًا (23.2 عام). تستغرق الفترة المدارية للكويكب 2,000 يومًا (5.5 عام).

## الخصائص المدارية
يتميز مدار هذا الكويكب بنصف محور رئيسي يبلغ 3.1 وحدة فلكية، وحضيض قدره 2.88 وحدة فلكية، وانحراف قدره 0.0713 وزاوية ميلان 11.3 درجة بالنسبة لمسار الشمس. بسبب هذه الخصائص، أي نصف المحور الرئيسي بين 2 و3.2 وحدة فلكية وحضيض أكبر من 1,666 وحدة فلكية، يُصنف هذا الجُرم الفلكي وفقًا لقاعدة بيانات مختبر الدفع النفاث لأجرام النظام الشمسي الصغيرة كائنًا من حزام الكويكبات الرئيسي.

## الخصائص الفيزيائية
يُقدر القدر المطلق (H) لـ559241998FE بـ14.56 ووضاءته بـ0.150، مما يمكِّن تقدير قطره بـ 4.959كم. استُخلصت هذه النتائج بفضل ملاحظات مستكشف الأشعة تحت الحمراء عريض المجال (WISE)، وهو مرصد فضائي أمريكي وُضع في المدار في عام 2009 ويراقب السماء بأكملها بالأشعة تحت الحمراء، في عام 2011، نُشرت النتائج الأولى المتعلقة بالكويكبات من الحزام الرئيسي.

## وصلات خارجية
- (55924) 1998 FE55 في قاعدة بيانات مختبر الدفع النفاث لأجرام النظام الشمسي الصغيرة

- الاكتشاف · مخطط المدار ·  العناصر المدارية · المعلمات المادية

- (55924) 1998 FE55 على موقع ويكي سكاي: DSS2, SDSS, GALEX, IRAS, Hydrogen α, X-Ray, Astrophoto, Sky Map, Articles and images